# Katarina Marinič
Katarina Marinič (30 de outubro de 1899 – 2 de setembro de 2010) foi uma supercentenária eslovena. Ela era a pessoa mais velha da Eslovênia na época da sua morte.

## Biografia
Katarina nasceu em Deskle, Áustria-Hungria, a nona dos dez filhos de Anton e Marija Gabršček. Em 1915, a família tornou-se refugiada e mudou-se para outro lugar no reino da Áustria, mas voltou para o território da Eslovênia moderna em 1918 (como Jugoslávia, 1918-1991). Durante o seu tempo longe de seu local de origem, Marinič trabalhou na fábrica de chocolate em Viena e frequentou uma escola de culinária em Bruck. Em 1929, ela se casou com Rudolf Marinič em Smrečje. Eles não tiveram filhos. Rudolf morreu em 1967. Marinič tinha oito sobrinhos e uma sobrinha centenária que morava na Itália. Ela morava em uma casa de aposentadoria em Nova Gorica nos últimos 13 anos de sua vida.
Ela morreu em 2 de setembro de 2010 aos 110 anos e 307 dias.